# Louis Wandelt

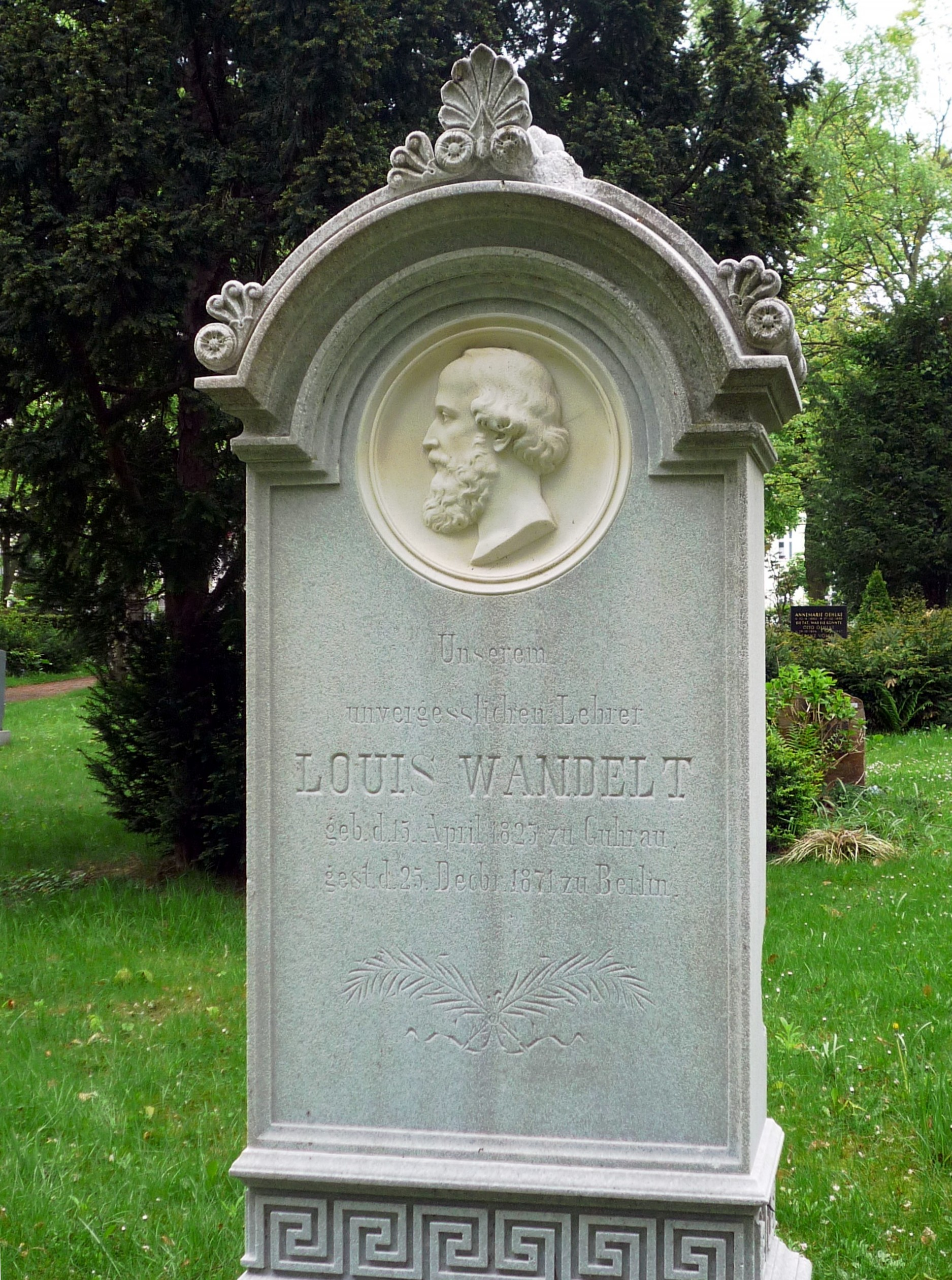
Grabmal Louis Wandelt auf dem Alten St.-Matthäus-Kirchhof in Berlin-Schöneberg

Louis Wandelt (* 15. April 1823 in Guhrau; † 25. Dezember 1871 in Berlin) war ein deutscher Pianist und Musikpädagoge.

## Leben
Über die Herkunft und Ausbildung von Louis Wandelt ist wenig bekannt. Er war zunächst Lehrer an der Blindenanstalt zu Breslau. 1846 eröffnete er hier ein Institut für gemeinschaftlichen Musikunterricht, das schnell sehr erfolgreich wurde. Das Besondere an seiner Methode war, dass jeweils vier bis acht Schüler, später auch sechs bis zehn, gleichzeitig auf ebenso vielen Klavieren dasselbe Stück einübten. Einer seiner besten Schüler aus der Breslauer Zeit war George Henschel, der im Alter von fünf Jahren mit dem Unterricht bei Wandelt begann und in seinen Memoiren lebendig dessen ungewöhnliche Methodik beschreibt. Auch Alma Haas war in Breslau seine Schülerin.
1862 zog Wandelt mit dem Institut nach Berlin um. 1868 gab es außer der eigentlichen Anstalt, Alte Leipzigerstraße 15 in Berlin-Mitte noch zwei Filialanstalten. Die Zahl der Absolventen blief sich zu diesem Zeitpunkt bereits „auf mehrere Tausend“. Es gab 24 verschiedene Klassen für eine Schülerzahl von über 300. Außer Wandelt und seiner Frau Ida Sophie Hermine, geb. Joachimsthal (1833–1906), unterrichteten noch sieben Lehrer und eine Lehrerin.
Wandelt legte großen Wert auf eine genaue Ausarbeitung seines Lehrplans und komponierte oder arrangierte selbst die notwendigen Musikstücke für den Unterricht. Leider blieben seine Ausarbeitungen ungedruckt. Nach Aussage von August Naubert, der in den 1860er Jahren am Institut unterrichtet hatte und für den Wandelt ein „ausserordentlicher Musikpädagoge“ war, wurden die Manuskripte nach Wandelts frühem Tod über ein Dienstmädchen als Makulatur und Einwickelpapier verramscht.
Wandelt wurde auf dem Alten St.-Matthäus-Kirchhof in Berlin-Schönefeld beigesetzt. Durch eine Sammlung unter seinen Schülern konnten diese ihm ihm ein Grabmal mit einem Porträtmedaillon von Martin Wolff errichten.
Sein Nachfolger wurde Johann Jakob Ammann, der auch die Witwe heiratete. Wandelts Sohn Bruno Wandelt (* 1856) führte das Institut später in Berlin und ab 1899 in Dessau fort; ein weiterer Sohn (Artur Louis Viktor) Amadeus Wandelt (1860–1927) wurde ebenfalls Komponist.

## Werke
- Der Musikschueler oder Praktischer Theil des Lehrganges für den Unterricht im Pianofortespiel: mit besonderer Rücksicht auf eine rationelle Auffassung unter Zuziehung der Resultate psychologischer Forschungen als Bildungsmittel für Kinder der gebildeten Stände zum Gebrauch bei gemeinschaftlichem Unterricht an Schüler von ungleichem Alter. Breslau [1860]
  - Cursus 1, Heft 1–3